# Keith Gardner
Keith Alvin Saint Hope Gardner  (* 6. September 1929 in Kingston; † 25. Mai 2012 in Livingston, New Jersey) war ein jamaikanischer Leichtathlet, der vor allem als Sprinter und Hürdenläufer sowie in geringerem Maße als Weitspringer in Erscheinung trat. Bei den Olympischen Spielen 1960 in Rom trat er für die Westindische Föderation an, der Jamaika seinerzeit angehörte.

## Karriere
Erste internationale Erfolge feierte Gardner bei den Zentralamerika- und Karibikspielen 1954 in Mexiko-Stadt. Mit der jamaikanischen Mannschaft siegte er sowohl in der 4-mal-100-Meter-Staffel als auch in der 4-mal-400-Meter-Staffel. Darüber hinaus gewann er die Silbermedaille im 110-Meter-Hürdenlauf und die Bronzemedaille im Weitsprung. Noch im selben Jahr sicherte er sich bei den British Empire and Commonwealth Games in Vancouver den Titel im 120-Yards-Hürdenlauf. Außerdem belegte er mit der 4-mal-110-Yards-Staffel und der 4-mal-440-Yards-Staffel jeweils den sechsten Rang und wurde im Weitsprung Neunter.
Bei den Panamerikanischen Spielen 1955 in Mexiko-Stadt gewann Gardner Silbermedaillen im 110-Meter-Hürdenlauf und mit der 4-mal-400-Meter-Staffel. Weniger erfolgreich war er dagegen bei den Olympischen Spielen 1956 in Melbourne. Über 110 Meter Hürden schied er bereits im Vorlauf aus. Die jamaikanische 4-mal-400-Meter-Staffel, mit der er im Finale stand, wurde nachträglich disqualifiziert, weil sein Mannschaftskamerad George Kerr den deutschen Läufer Walter Oberste auf der zweiten Runde regelwidrig behindert hatte.
Bei den British Empire and Commonwealth Games 1958 in Cardiff gelang Gardner die Titelverteidigung im 120-Yards-Hürdenlauf. Zudem gewann er die Goldmedaille im 100-Yards-Lauf, die Silbermedaille im 220-Yards-Lauf und die Bronzemedaille mit der 4-mal-440-Yards-Staffel. An den Olympischen Spielen 1960 in Rom nahm er als Starter für die Westindische Föderation teil. In der 4-mal-400-Meter-Staffel gewann er gemeinsam mit Malcolm Spence, James Wedderburn und George Kerr die Bronzemedaille. Es blieb neben einer weiteren bronzenen Medaille Kerrs im 800-Meter-Lauf die einzige olympische Medaille für die Westindische Föderation, die bereits 1962 wieder aufgelöst wurde. Im 110-Meter-Hürdenlauf belegte Gardner den fünften Rang.